# Capra aegagrus aegagrus
La cabra bezoar (Capra aegagrus aegagrus) es una subespecie de cabra salvaje que puebla las montañas de Turquía, Irán y Afganistán. Tiene una altura de 60 a 90 cm y un peso de 80 a 110 kg.
La principal razón de su extraño nombre es que en su estómago y en el de otras especies de cabra se encuentran bezoares, es decir bolas de fibra o pelo que no pudieron pasar al intestino y quedan acumuladas, y a las que se atribuían propiedades curativas.
Entre sus posibles depredadores están los osos, leopardos, lobos, etc.